# Royaume-Uni au Concours Eurovision de la chanson 1978
Le Royaume-Uni a organisé une présélection nationale pour choisir la chanson qui irait au Concours Eurovision de la chanson 1978. Il a eu lieu le vendredi 31 mars 1978 au Royal Albert Hall et présenté par Terry Wogan. Les chansons ont été soutenues par l' Orchestre Alyn Ainsworth.
Le concours Eurovision de la chanson a été diffusé le 22 avril 1978, avec Terry Wogan fournissant le commentaire de BBC et Ray Moore fournissant le commentaire de BBC Radio 2. Colin Berry est revenu pour présenter les résultats du jury britannique.

## Sélection

### A Song for Europe 1978
Quatorze jurys régionaux ont voté sur les chansons : Bristol, Bangor, Leeds, Norwich, Newcastle, Aberdeen, Birmingham, Manchester, Belfast, Cardiff, Plymouth, Glasgow, Southampton et Londres. Chaque jury a voté en interne et classé les chansons de 1 à 12, attribuant 12 points pour leur chanson la mieux notée, jusqu'à 1 point pour la chanson la moins bien notée.

### Finale
"The Bad Old Days" a remporté le national et est arrivé 11e au concours. Diffusée le Vendredi Saint, un jour férié au Royaume-Uni, A Song for Europe a été regardée par 13,7 millions de téléspectateurs et a été la 16e émission la plus regardée de la semaine - la cote la plus élevée jamais enregistrée par l'émission.
| Ordre | Artiste             | Chanson                          | Auteur(s) compositeur(s)                             | Points | Place |
| ----- | ------------------- | -------------------------------- | ---------------------------------------------------- | ------ | ----- |
| 1     | Christian           | "Shine It On"                    | Bill Martin & Phil Coulter                           | 114    | 3     |
| 2     | Brown Sugar         | "Oh No, Look What You've Done"   | Wayne Bickerton & Tony Waddington                    | 49     | 11    |
| 3     | Fruit Eating Bears  | "Door in My Face"                | Neville Crozier & Chris Crash                        | 49     | 11    |
| 4     | Jacquie Sullivan    | "Moments"                        | Jacquie Sullivan                                     | 106    | 6     |
| 5     | Sunshine            | "Too Much In Love"               | Wayne Bickerton & Tony Waddington                    | 81     | 8     |
| 6     | Ronnie France       | "Lonely Nights"                  | Paul Curtis                                          | 68     | 9     |
| 7     | The Jarvis Brothers | "One Glance"                     | Paul Curtis                                          | 114    | 3     |
| 8     | Co-Co               | "The Bad Old Days"               | Stephanie de Sykes & Stuart Slater                   | 135    | 1     |
| 9     | Bob James           | "We Got It Bad"                  | Bob James & Labi Siffre                              | 66     | 10    |
| 10    | Midnight            | "Don't Bother to Knock"          | Kenny Lynch, Steve O'Donnell & Colin Horton-Jennings | 116    | 2     |
| 11    | Babe Rainbow        | "Don't Let Me Stand in Your Way" | Irving Martin & Peter Morris                         | 84     | 7     |
| 12    | Labi Siffre         | "Solid Love"                     | Labi Siffre                                          | 110    | 5     |

Les deux groupes Co-Co et Sunshine avaient participé au concours A Song for Europe 1976, mais avec des formations différentes. 'Co-Co' reviendra au concours A Song for Europe en 1980 avec un autre line-up, sous le nom de The Main Event. Cheryl Baker de 'Co-Co' finira par remporter le Concours Eurovision de la chanson 1981 avec le groupe 'Bucks Fizz'.
| Votes détaillés du jury | Votes détaillés du jury          | Votes détaillés du jury | Votes détaillés du jury | Votes détaillés du jury | Votes détaillés du jury | Votes détaillés du jury | Votes détaillés du jury | Votes détaillés du jury | Votes détaillés du jury | Votes détaillés du jury | Votes détaillés du jury | Votes détaillés du jury | Votes détaillés du jury | Votes détaillés du jury | Votes détaillés du jury | Votes détaillés du jury |
| Draw                    | Chanson                          | Aberdeen                | Norwich                 | Manchester              | Bangor                  | Southampton             | Leeds                   | Belfast                 | Bristol                 | Glasgow                 | Birmingham              | Londres                 | Cardiff                 | Newcastle               | Plymouth                | Total score             |
| ----------------------- | -------------------------------- | ----------------------- | ----------------------- | ----------------------- | ----------------------- | ----------------------- | ----------------------- | ----------------------- | ----------------------- | ----------------------- | ----------------------- | ----------------------- | ----------------------- | ----------------------- | ----------------------- | ----------------------- |
| 1                       | "Shine It On"                    | 12                      | 11                      | 9                       | 10                      | 5                       | 4                       | 11                      | 12                      | 12                      | 7                       | 9                       | 3                       | 5                       | 4                       | 114                     |
| 2                       | "Oh No, Look What You've Done"   | 7                       | 2                       | 2                       | 1                       | 3                       | 2                       | 2                       | 9                       | 5                       | 2                       | 3                       | 1                       | 4                       | 6                       | 49                      |
| 3                       | "Door in My Face"                | 2                       | 1                       | 7                       | 2                       | 1                       | 7                       | 3                       | 3                       | 2                       | 3                       | 1                       | 2                       | 10                      | 5                       | 49                      |
| 4                       | "Moments"                        | 8                       | 8                       | 11                      | 7                       | 8                       | 3                       | 9                       | 6                       | 10                      | 8                       | 10                      | 6                       | 3                       | 9                       | 106                     |
| 5                       | "Too Much In Love"               | 9                       | 3                       | 5                       | 4                       | 2                       | 6                       | 10                      | 7                       | 9                       | 5                       | 6                       | 7                       | 6                       | 2                       | 81                      |
| 6                       | "Lonely Nights"                  | 1                       | 4                       | 1                       | 8                       | 4                       | 5                       | 1                       | 2                       | 1                       | 10                      | 7                       | 11                      | 12                      | 1                       | 68                      |
| 7                       | "One Glance"                     | 6                       | 7                       | 3                       | 5                       | 9                       | 12                      | 6                       | 11                      | 11                      | 9                       | 12                      | 4                       | 11                      | 8                       | 114                     |
| 8                       | "The Bad Old Days"               | 11                      | 12                      | 12                      | 11                      | 10                      | 11                      | 7                       | 4                       | 3                       | 11                      | 11                      | 12                      | 8                       | 12                      | 135                     |
| 9                       | "We Got It Bad"                  | 3                       | 6                       | 10                      | 3                       | 12                      | 1                       | 4                       | 1                       | 8                       | 1                       | 4                       | 5                       | 1                       | 7                       | 66                      |
| 10                      | "Don't Bother to Knock"          | 4                       | 9                       | 8                       | 6                       | 11                      | 10                      | 8                       | 5                       | 7                       | 12                      | 8                       | 10                      | 7                       | 11                      | 116                     |
| 11                      | "Don't Let Me Stand in Your Way" | 5                       | 5                       | 4                       | 9                       | 7                       | 8                       | 5                       | 10                      | 6                       | 6                       | 5                       | 9                       | 2                       | 3                       | 84                      |
| 12                      | "Solid Love"                     | 10                      | 10                      | 6                       | 12                      | 6                       | 9                       | 12                      | 8                       | 4                       | 4                       | 2                       | 8                       | 9                       | 10                      | 110                     |

| Porte-parole du jury | Porte-parole du jury |
| Jury                 | Porte-parole         |
| -------------------- | -------------------- |
| Aberdeen             | Gerry Davis          |
| Norwich              | Chris Denham         |
| Manchester           | Mike Riddoch         |
| Bangor               | Gwyn Llewelyn        |
| Southampton          | Peter Macann         |
| Leeds                | Brian Baines         |
| Belfast              | Michael Baguley      |
| Bristol              | Derek Jones          |
| Glasgow              | Ken Bruce            |
| Birmingham           | Tom Coyne            |
| Londres              | Ray Moore            |
| Cardiff              | Frank Lincoln        |
| Newcastle            | Mike Neville         |
| Plymouth             | Donald Heighway      |

#### Discographie britannique
- Christian - Shine It On: Polydor 2059012.
- Brown Sugar - Oh No, Look What You've Done: State STAT77.
- Fruit Eating Bears - Door in My Face: DJM DJS10857.
- Jacquie Sullivan - Moments: Air CHS2219.
- Sunshine - Too Much In Love: State STAT76.
- Ronnie France - Lonely Nights: Pye 7N46062.
- The Jarvis Brothers - One Glance: EMI EMI2777.
- Co-Co - The Bad Old Days: Ariola/Hansa AHA513.
- Bob James - We Got It Bad: Polydor 2059016.
- Midnight - Don't Bother to Knock: Ariola/Hansa AHA514.
- Babe Rainbow - Don't Let Me Stand in Your Way: Mercury 6007113.
- Labi Siffre - Solid Love: EMI EMI2750.

Seule la chanson gagnante a atteint le classement des singles britanniques.

## À l'Eurovision

### Vote
| Score     | Pays                                  |
| --------- | ------------------------------------- |
| 12 points |                                       |
| 10 points |                                       |
| 8 points  | Allemagne                             |
| 7 points  | Monaco                                |
| 6 points  | - Portugal - Turquie                  |
| 5 points  | - Autriche - Luxembourg               |
| 4 points  | Belgique                              |
| 3 points  | - Grèce - Irlande - Espagne - Suède   |
| 2 points  | - France - Israël - Pays-Bas - Suisse |
| 1 point   |                                       |

| Score     | Pays       |
| --------- | ---------- |
| 12 points | Belgique   |
| 10 points | Monaco     |
| 8 points  | France     |
| 7 points  | Luxembourg |
| 6 points  | Italie     |
| 5 points  | Israël     |
| 4 points  | Suède      |
| 3 points  | Pays-Bas   |
| 2 points  | Suisse     |
| 1 point   | Turquie    |